# Batalla del riu Salado

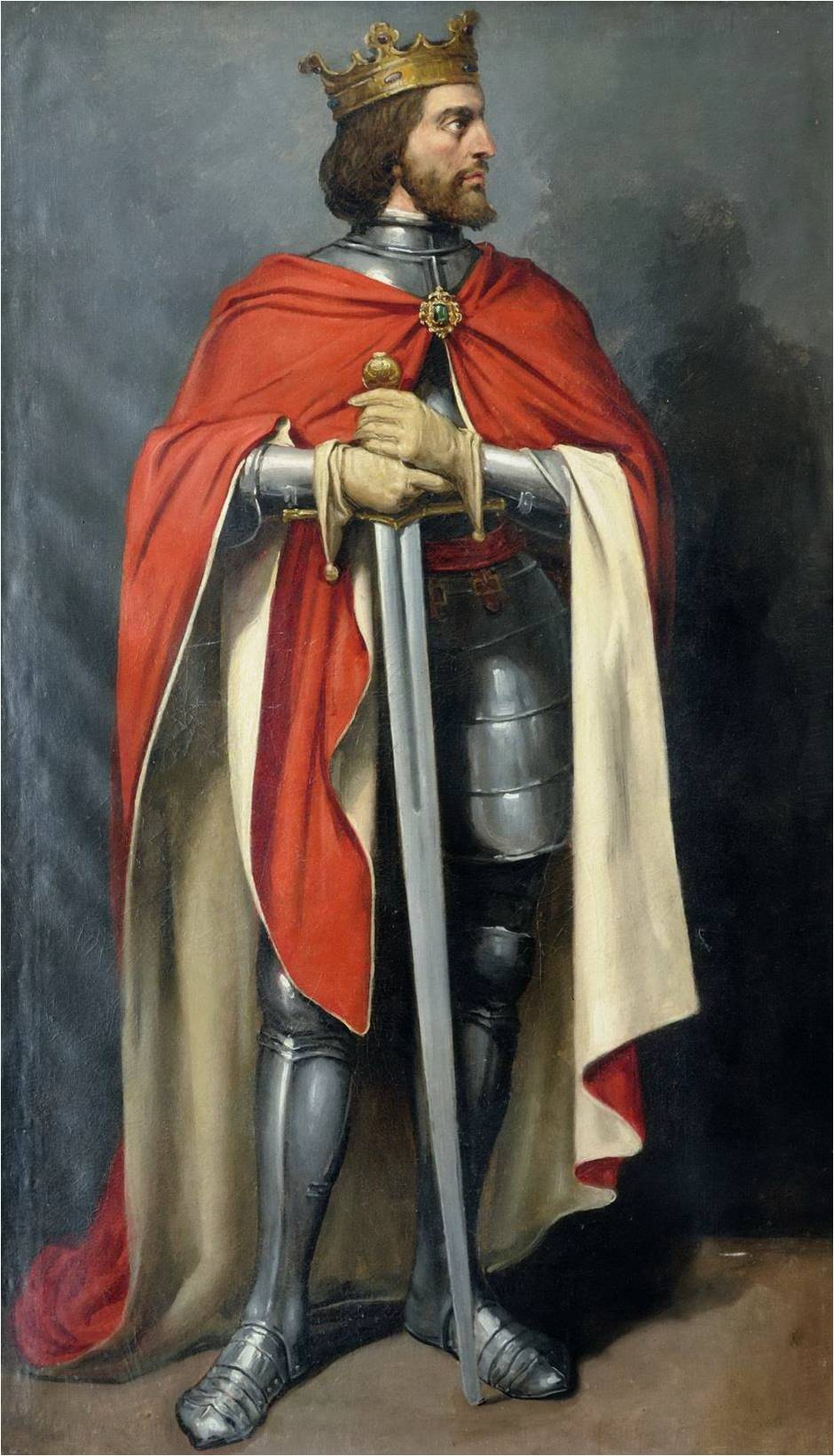
Quadre d'Alfons XI, vencedor de la batalla del Salado

La batalla del Salado fou una victòria aconseguida a la seva riba per la Corona de Castella sobre el Regne de Granada el 30 d'octubre de 1340.

## El riu
El riu Salado és un rierol de la província de Cadis, que neix en la jurisdicció de Tarifa i després de discórrer per una vall, desemboca en el mar per la badia de Lances.

## Antecedents
El 21 de setembre de 1292 Tarifa fou conquerida als benimerins després d'un setge pel rei de Castella Sanç IV significant el trencament del pacte amb Muhàmmad II al-Faqih en no cedir la plaça al regne nassirita. Alonso Pérez de Guzmán fou nomenat governador. El 1294 els benimerins es van presentar a la ciutat i la van assetjar però el setge va fracassar i va restar cristiana.
La dinastia marínida projectava reunificar el Magreb, prenent Tilimsen el 1337, i la flota d'Alfons XI de Castella estava a l'Estret de Gibraltar des de la primavera de 1338 i va sol·licitar ajuda a Pere el Cerimoniós per completar la flota de l'Estret, per la que els dos regnes es comprometien a ajudar-se per fer la guerra al Marroc i Granada mentre els marínides van fer el mateix amb els hàfsides.
L'almirall Jofre Gilabert de Cruïlles va sortir de Barcelona l'1 de juny de 1339 amb quatre galeres, per unir-se a València amb sis galeres més i una galiota que des d'allà van posar rumb a l'Estret, derrotant una força naval de tretze galeres marroquines i una genovesa a la batalla naval de Ceuta,
El 4 d'abril de 1340, a la rodalia d'Algesires, va tenir lloc la batalla de Getares, en la qual la flota castellana va ser destruïda per la flota marínida, trobant la mort l'almirall Alonso Jofre Tenorio. Els reis Alfons XI de Castella i Alfons IV de Portugal marxaren de Sevilla el 15 d'octubre, en auxili de Tarifa, assetjada pels benimerins, que, comandats per Abu-l-Hàssan Alí havien vingut del Marroc, i els musulmans granadins, al front dels quals hi havia Yússuf I.
En apropar-se els cristians, els musulmans aixecaren el setge, establint ambdós monarques els seus camps a la vora del riu, un xic separats per a poder envoltar als cristians en el moment oportú.

## Batalla
L'infant en Joan Manuel, tantes vegades rebel, que comanava l'avantguarda, havia de travessar el Salado, iniciant el combat; però en el moment precís es negà a fer-ho, salvant la situació els valerosos germans Lasso de la Vega, escometent amb 800 genets un petit pont que 3.000 cavalls africans estaven defensant; i malgrat que foren refusats, un nou atac amb major nombre de combatents forçà la línia mahometana.
Mentrestant, el rei de Portugal atacava el camp dels granadins, i la guarnició de Tarifa emprenia una vigorosa sortida, trencant el centre de la línia africana, composta de tropes escollides d'infanteria i cavalleria; a aquests atacs s'afegí el fet per Alfons XI de Castella, amb tota la reserva, sobre les forces del monarca marroquí.
Es travà aviat un fort combat d'home a home, una d'aquelles carnisseries espantoses que caracteritzant aquestes batalles, en què un fluix i refluix terrible de cossos humans cobria els camps, arrossegant-ho darrere seu l'onada més poderosa.

## Conseqüències

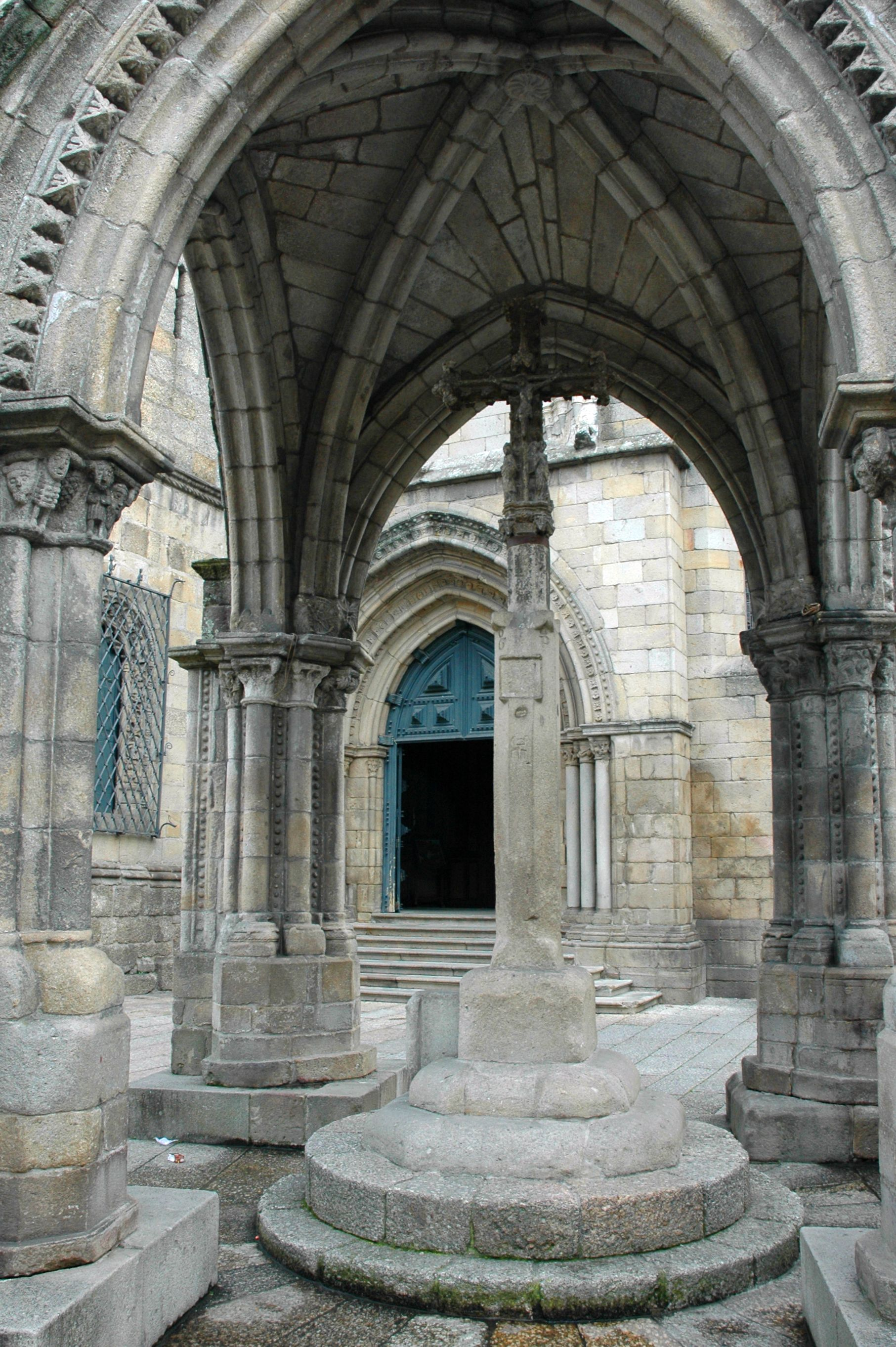
Padrão do Salado

La victòria cristiana fou completa i valgué a Alfons XI el títol d'Aventajado capitán, perquè va saber treure partit dels accidents del terreny i distribuir convenientment les seves hosts, movent-se amb encert, fins a l'acte del xoc, doncs, en arribar aquest, la tàctica i les armes deixaven el resultat en mans del més fort o del més valent i audaç.
El rei del Marroc fugí vers Algesires, des d'on retornà al seu regne, i el de l'Emirat de Gharnata passà a Marbella i després a la seva capital. Els cristians recolliren un botí immens i enviaren al papa Benet XII, entre altres trofeus, 24 estendards enemics.